# Ли Фэнлоу
Ли Фэнлоу (кит. трад. 李凤楼; 15 июня 1912 года, Тунчжоу, Пекин, Китайская республика — 31 июля 1988 года, Пекин, Китай) — китайский футболист и тренер. Будучи игроком играл за футбольные команды Цзысин и Северного Китая. В качестве тренера являлся первым тренером сборной Китая по футболу, а также был председателем Китайской футбольной ассоциации.

## Игровая карьера
Ли Фэнлоу родился в Тунчжоу. Окончил католический университет Фужэнь, где он стал учителем физкультуры. Пока он учился в университете, сыграл в пяти матчах за сборную Китая. После окончания университета играл за футбольную команду Цзысин, а в 1936 году сыграл в серии товарищеских матчей против сборной Японии за недавно сформированную команду Северного Китая, которая была собрана из игроков команд Пекина и Тяньцзиня.

## Тренерская карьера
После окончания товарищеских матчей Ли вернулся к преподаванию в католическом университете Фужэнь, где приобрел репутацию отличного тренера. В 1950 году привлек внимание лучшей футбольной команды Китая, «Баи», которая была армейской. Вскоре после работы в команде ему предложили пост главного тренера в сборной Китая по футболу. Китай должен был участвовать в летних Олимпийских играх 1952 года в Финляндии, но делегация задержалась и команда пропустила Олимпиаду. Тем не менее сборная Финляндии по футболу сыграла с Китаем товарищеский матч 4 августа 1952 года, который стал первой игрой Китая в истории. Матч закончился поражением со счетом 4:0. Ли Фэнлоу в качестве главного тренера сборной поработал до 1952 году, а в 1955 году стал тренером Центрального спортивного института, где привёл команду к чемпионству.
В 1956 году Ли закончил тренерскую карьеру, чтобы сконцентрироваться на работе в китайском правительстве, помогая развивать спорт в Китае. В Всекитайской спортивной федерации работал заместителем директора, а затем занял пост председателя Китайской футбольной ассоциации в 1979 году. Работал на посту председателя до 1985 года, когда он был уволен после того, как Китай не прошел отбор на чемпионат мира по футболу 1986 года. 31 июля 1988 года, через три года после увольнения из Китайской футбольной ассоциации, Ли Фэнлоу умер от болезни в Пекине в возрасте семидесяти шести лет.